# Seznam samovoznih havbic druge svetovne vojne
Seznam samovoznih havbic druge svetovne vojne.

## B
- Bishop 25pdr (Združeno kraljestvo)

## M
- M55 8in (ZDA)
- M7 Priest 105mm (ZDA)

## S
- Sturmhaubitze 42 105mm (Tretji rajh)
- Sturmpanzer 43 »Brummbär« 150mm (Tretji rajh)
- SU 76 76mm (ZSSR)